# بيرجليند ستيفانسدوتير
بيرجليند ستيفانسدوتير (بالآيسلندية: Berglind Stefánsdóttir)‏، واسمها الحقيقي بيتي بيرجليند ستيفاندسدوتير (بالآيسلندية: Betty Berglind Stefánsdóttir)‏ ، ناشطة عالمية آيسلندية ورئيسة سابقة للاتحاد الأوروبي للصم .

## سيرتها
ولدت بيرجليند في آيسلندا وهي صماء. وهي الرئيس السابق ل جمعية الصم في آيسلندا  وأول مديرة صماء في مدرسة آيسلندا للصم في عام 1995  حتى إغلاق المدرسة في عام 2002. هي خامس رئيس للاتحاد الأوروبي للصم من ديسمبر 2007 حتى مايو 2013 بعد استقالة أدريان بيليتييه، القائم بأعمال الرئيس. تعيش اليوم في النرويج  وتعمل في المدرسة النرويجية للصم.

## معالم حياتها السياسية
- رئيس الاتحاد الأوروبي للصم : 2007-2013

### روابط خارجية
- عرض الرئيسة نسخة محفوظة 24 سبتمبر 2015 على موقع واي باك مشين.